# طایفه شش بلوکی
شش بلوکی، یکی از طایفه‌های ایل قشقایی است که در پرورش و نگهداری دام مهارت فراوان دارند.

## تیره‌ها
رحیملو،دوست محمدلو، هیبت لو، آرّیق لو، آغاجاری، آهنگر، علی قیالو، اسلاملو، بچگانلو، برزگرلو، بهلول لو، ابلوردی، پیرمُرادلو، تراکمه، تول لو، جعفرلو، جیغال لو، چهارمحال لو، داش دمیرلو، کوهی، دوقّوزلو، سلوک لو، سوهرانلو، شاملو(قزلباش‌ها)، شورباخورلو، عرب چیرپانلو، عرب شال لو، عرب شاملو، عرب شانلو، علمدارلو، عمله، قاسیملو، قجرلو، قره یارلو، قورد، کله لو

## ییلاق و قشلاق
- قشلاق: بوشکان، دشتی، فراشبند و تنگستان
- ییلاق: اقلید، ایزدخواست و شهرستان آباده[۱]

- این طایفه در سال ۱۳۶۱ دارای ۶۰ تیره یعنی ۶۴۰۳ خانوار (۳۳۹۳۸نفر) بوده‌است.[۲]